# Brindas

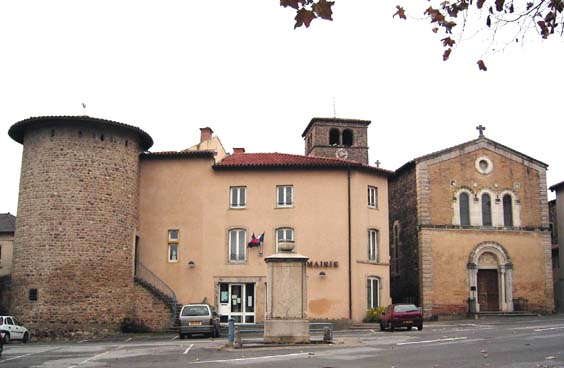
Ratusz i kościół w Brindas, 2006

Brindas – miejscowość i gmina we Francji, w regionie Owernia-Rodan-Alpy, w departamencie Rodan.
Według danych na rok 1990 gminę zamieszkiwało 3555 osób, a gęstość zaludnienia wynosiła 315 osób/km² (wśród 2880 gmin regionu Rodan-Alpy Brindas plasuje się na 248. miejscu pod względem liczby ludności, natomiast pod względem powierzchni na miejscu 1029.).